# Ministerstwo Finansów Nadrenii Północnej-Westfalii
Ministerstwo Finansów Nadrenii Północnej-Westfalii (niem. Ministerium der Finanzen Nordrhein-Westfalen) – najwyższy organ administracji krajowej odpowiedzialny za kształtowanie polityki finansowej kraju związkowego Nadrenia Północna-Westfalia. Jego siedziba mieści się w Düsseldorfie przy Jägerhofstraße 6.

## Zadania i kompetencje
Do głównych zadań ministerstwa należy opracowywanie budżetu kraju związkowego oraz prowadzenie sprawozdawczości finansowej w zakresie dochodów i wydatków, a także zarządzanie majątkiem i zadłużeniem kraju. Ministerstwo odpowiada również za planowanie finansowe, statystykę finansową oraz szacowanie wpływów podatkowych, co jest ściśle powiązane z polityką podatkową landu.
Resort sprawuje również nadzór nad stosowaniem obowiązującego prawa podatkowego oraz uczestniczy w pracach legislacyjnych na szczeblu federalnym, zwłaszcza w Bundesracie. Pełni kluczową rolę w zakresie wynagrodzeń urzędników, emerytur i układów zbiorowych w służbie publicznej, działając w tym zakresie we współpracy z Ministerstwem Spraw Wewnętrznych. Ponadto sprawuje nadzór nad działalnością zarządzania nieruchomościami, kontroluje działalność banków oszczędnościowych oraz nadzoruje działalność giełdy.

## Krajowy Urząd ds. Zwalczania Przestępczości Finansowej
Powołany z początkiem 2025 roku Krajowy Urząd ds. Zwalczania Przestępczości Finansowej stanowi wyspecjalizowaną jednostkę do walki z poważnymi przypadkami przestępczości podatkowej i prania pieniędzy. Integruje kompetencje w zakresie nadzoru podatkowego, przeciwdziałania oszustwom w podatku VAT, zwalczania przestępczości zorganizowanej i stosowania nowoczesnych narzędzi informatycznych.
Struktura organizacyjna LBF NRW obejmuje:
- Wydział Z – jednostkę kierowniczą z sekretariatem, sztabem kierowniczym i komórką sterującą.
- Wydział I: Analiza i strategia – odpowiedzialny za analizę, strategię, nadzór podatkowy, walkę z praniem pieniędzy, oszustwa podatkowe oraz centrum kompetencji IT.
- Wydział II: Przestępczość finansowa i zorganizowana – zajmuje się sprawami Cum-Ex oraz zadaniami specjalnej grupy zadaniowej.

LBF działa również poprzez sześć regionalnych jednostek obejmujących dziesięć lokalizacji: Akwizgran, Düsseldorf, Bochum, Essen, Münster, Bielefeld, Hagen, Wuppertal, Kolonia i Bonn.

## Jednostki podległe[3]
- Krajowy Urząd ds. Wynagrodzeń i Zaopatrzenia – zajmuje się naliczaniem i wypłatą wynagrodzeń, świadczeń emerytalnych i innych należności dla pracowników administracji oraz świadczeniobiorców,
- Krajowy Urząd Finansów – prowadzi działania windykacyjne związane z przejętymi przez kraj związkowy roszczeniami alimentacyjnymi, obsługuje kasę główną kraju oraz wspiera procesy rekrutacyjne w administracji publicznej,
- Centrum Informatyczne Administracji Podatkowej – zapewnia usługi IT dla organów administracji podatkowej,
- Dyrekcja Finansów Krajowych – sprawuje nadzór służbowy i merytoryczny nad wszystkimi urzędami skarbowymi i nadzoruje realizację projektów budowlanych rządu federalnego w NRW,
- Wyższa Szkoła Finansów – prowadzi szkolenia dla kandydatów na wyższe stanowiska służby skarbowej,
- Szkoła Finansów Krajowych – kształci kandydatów na średni szczebel służby skarbowej,
- Akademia Doskonalenia Zawodowego Administracji Finansowej – centralna placówka szkoleniowa oferująca programy dokształcające dla administracji finansowej landu.